# Austrochilus franckei
Espèce
Austrochilus franckei est une espèce d'araignées aranéomorphes de la famille des Austrochilidae.

## Distribution
Cette espèce se rencontre au Chili dans les régions du Maule, du Biobío et d'Araucanie et en Argentine dans l'ouest de la province de Neuquén,.

## Description
Le mâle holotype mesure 9,58 mm et la femelle paratype 10,36 mm.

## Systématique et taxinomie
Cette espèce a été décrite par Forster, Platnick et Gray en 1987.

## Étymologie
Cette espèce est nommée en l'honneur de Oscar F. Francke.

## Publication originale
- Forster, Platnick & Gray, 1987 : « A review of the spider superfamilies Hypochiloidea and Austrochiloidea (Araneae, Araneomorphae). » Bulletin of the American Museum of Natural History, vol. 185, no 1, p. 1-116 (texte intégral).